# Skärsjön (Sävsjö)

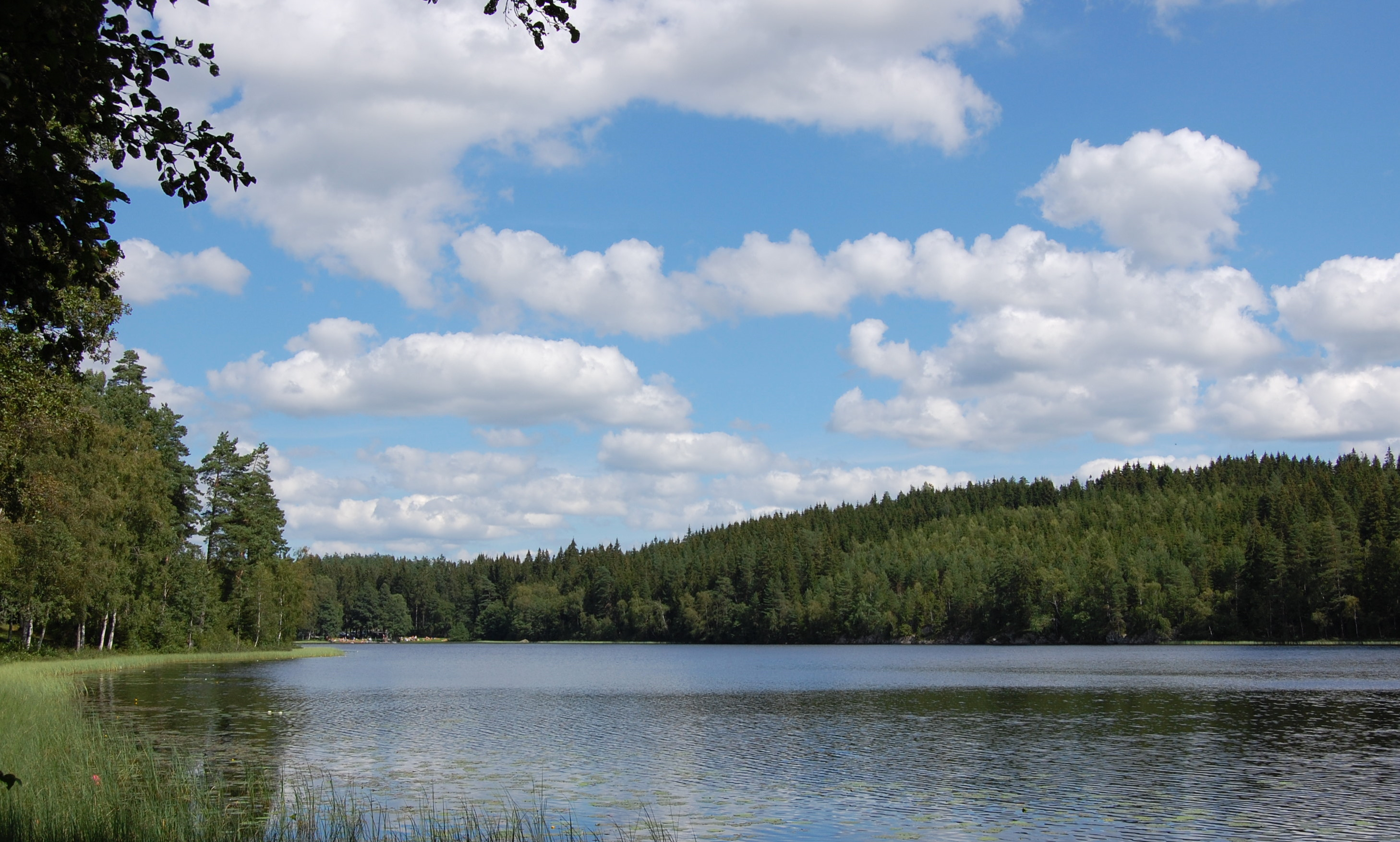
Het Skärsjön vanuit het zuiden

Het Skärsjön is een meer in de Zweedse gemeente Sävsjö, provincie Småland.
Het meer ligt ten zuidoosten van Sävsjö en is ongeveer 900m lang en 200 m breed en ligt 222 m boven de zeespiegel. Het is 12,87 ha groot en heeft een gemiddelde diepte van 3,6 m en een maximale diepte van 9,3 m.
Aan de westzijde loopt de weg van Hultsjö naar Skepperstad. Aan de zuidpunt ligt het dorpje Skärsjö, aan de noordpunt een badinrichting.
Het water loopt af in de Linneån.